# Всесвітня Академія професорів миру
Всесвітня академія професорів миру
(англ. Professors World Peace Academy) була заснована «преподобним» Мун Сон Мьон (англ. Sun Myung Moon) та його дружиною Хан Хак Ча, суперечливим лідером Церкви об'єднання, як частиною самого руху об'єднання.
В PWPA працює англ. Paragon House — видавництво теологічних і наукових книг. Він також публікує книги під своїм ім'ям.

## Історія
У 1992 році, після найтривалішого в історії США страйку викладачів, Університет Бриджпорту погодився на домовленість з Всесвітньою академією миру професорів, згідно з якою університет буде субсидований PWPA в обмін на контроль над університетом. Початкова угода становила 50 мільйонів доларів, а більшість членів ради були членами PWPA. Другим президентом університету Бриджпорту був президент PWPA та ректор з холокосту Річард Рубінштейн (з 1995 по 1999 рр.), а згодом колишній президент Церкви Уніфікації США Ніл Альберт Салонен (2000 р.).